# Quercus costaricensis
Espèce
Classification phylogénétique
Statut de conservation UICN

 NT  : Quasi menacé
Quercus costaricensis est une espèce d'arbres de la famille des Fagaceae. Ce chêne est endémique de la forêt de montagne de la cordillère de Talamanca au Costa Rica et au Panamá. Il se rencontre souvent avec Quercus copeyensis dans les forêts de haute montagne vers 3 100 m d'altitude.

## Synonyme
- Quercus endresii Trel.